# Arve Staxrud
Arve Staxrud (né le 6 septembre 1881, mort le 4 avril 1933) était un officier de l'armée norvégienne, explorateur polaire et topographe. Entre 1906 et 1920, il a participé à plusieurs expéditions au Spitzberg. En 1913, il a dirigé l'expédition de secours au Nordaustlandet pour retrouver l'expédition menée par l'allemand Herbert Schröder-Stranz.